# چیپچیکوو
چیپچیکوو (به لاتین: Chipchikovo) یک منطقهٔ مسکونی در روسیه است که در باشقیرستان واقع شده‌است.